# NAKED (UP-BEATのアルバム)
『NAKED』（ネイキッド）は、UP-BEATの9枚目のオリジナル・アルバム。1994年7月21日にSPEEDSTAR RECORDSから発売された。

## 解説
1986年にデビューしたUP-BEATの最後のオリジナル・アルバム。1995年発売のベスト・アルバムとラスト・シングルを以て解散した。

## 制作
シングル「REBEL YELL 〜運命のシナリオ〜」が同日発売された。3曲目「NEWEST WORLD Voices from 1999〜? Version1」はシングルのカップリング曲ではVersion2となっており、バージョンが2種類存在する。
発売当時の世情や時事問題を風刺した歌詞の曲が収録されている。
キャッチコピーは、「君は、どこにいる。愛は、どこにある。」

## 収録曲
| 全編曲: UP-BEAT・潮崎裕己・田中NOB。 |                                                                   |                    |                                               | |      |
| #                                    | タイトル                                                          | 作詞               | 作曲                                          | 備考 | 時間 |
| 1.                                   | 「REBEL YELL 〜運命のシナリオ〜」                                 | 広石武彦・柳川英巳 | 広石武彦                                      | 本作と同日発売のシングル。 PVが制作されているが、商品化されていない。                                         | 4:59 |
| 2.                                   | 「WILD SIDE STREET」                                              | 広石武彦           | 広石武彦                                      | | 4:18 |
| 3.                                   | 「NEWEST WORLD Voices from 1999〜? Version1」                     | 広石武彦・柳川英巳 | 広石武彦                                      | シングルとはバージョンが異なる。 なお、シングルバージョン(Version 2)は、後のベストアルバム『up-beat』に収録。 | 5:12 |
| 4.                                   | 「VIOLET...熱く」                                                 | 広石武彦           | 広石武彦                                      | | 4:28 |
| 5.                                   | 「KISS & DIE」                                                    | 広石武彦・柳川英巳 | 広石武彦・嶋田祐一                            | | 3:30 |
| 6.                                   | 「DARK NIGHT DRIVE」                                              | 広石武彦           | 岩永凡                                        | | 4:57 |
| 7.                                   | 「BLOODY SKY」                                                    | 広石武彦・柳川英巳 | 広石武彦                                      | 歌詞は当時の松本サリン事件やボスニア紛争などの、殺人事件や戦争が絶えない当時の世間・世情をテーマにしている。  | 5:24 |
| 8.                                   | 「SISTER BLUEに微笑を」                                           | 広石武彦・柳川英巳 | 広石武彦                                      | | 3:25 |
| 9.                                   | 「太陽へ向かう道」(Including a)EASTWARD b)THE STORM c)RISING SUN) | 広石武彦           | 広石武彦・潮崎裕己・田中NOB・岩永凡・嶋田祐一 | 短編組曲集な構成となっている曲。                                                                              | 7:02 |
| 10.                                  | 「PARADE」                                                        | 広石武彦           | 広石武彦                                      | | 4:53 |